# منطقه جنوب شرقی برزیل
منطقه جنوب شرقی برزیل (به پرتغالی: Southeast Region, Brazil) یک منطقه در برزیل است.

## خصوصیات
منطقه جنوب شرقی برزیل ۹۲۴٬۵۱۱٫۳ کیلومترمربع مساحت و ۸۰٬۳۵۳٬۷۲۴ نفر جمعیت دارد.

## جمعیت‌شناسی

### بزرگترین شهرها
| شهر                   | جمعیت (IBGE/2010) |
| --------------------- | ----------------- |
| سائو پائولو           | ۱۱٬۲۵۳٬۵۰۳        |
| ریودو ژانیرو          | ۶٬۳۲۰٬۴۴۶         |
| بلو هوریزونته         | ۲٬۳۷۵٬۱۵۱         |
| کورولوس               | ۱٬۲۲۱٬۹۷۹         |
| کمپیناس               | ۱٬۰۸۰٬۱۱۳         |
| سائو گونسالو          | ۹۹۹٬۷۲۸           |
| دوکی دی کاشیس         | ۸۵۵٬۰۴۸           |
| نووا ایگواسو          | ۷۹۶٬۲۵۷           |
| سائو برناردو دو کامپو | ۷۶۵٬۴۶۳           |
| سانتو آندره           | ۶۷۶٬۴۰۷           |

### ترکیب نژادی
| رنگ پوست/نژاد (IBGE/2010) | %      |
| ------------------------- | ------ |
| سفید پوست                 | ۵۵٫۱۶٪ |
| چند نژادی                 | ۳۵٫۶۹٪ |
| سیاه پوست                 | ۷٫۹۱٪  |
| آسیایی                    | ۱٫۱۱٪  |
| بومی‌های برزیل             | ۰٫۱۲٪  |
| اعلام نشده                | ۰٫۰۱٪  |